# رز سیاه (فیلم ۲۰۱۴)
رز سیاه (به روسی: Чёрная роза) (به انگلیسی: Black Rose) یک فیلم اکشن آمریکایی و روسی محصول سال ۲۰۱۴ به کارگردانی و بازیگری الکساندر نوسکی است. در این فیلم کریستانا لوکن، آدریان پل و روبرت داوی نیز بازی می‌کنند. این فیلم در ۲۵ ژانویه ۲۰۱۴ در روسیه منتشر شد. با بودجه ای بالغ بر ۷ میلیون دلار ساخته شده است.

## داستان
در لس آنجلس چند دختر روسی کشته می‌شوند. اداره پلیس لس آنجلس با اینکه می‌تواند قاتلین را پیدا کنند ولی کوتاهی می‌کند به همین دلیل ولادیمیر کازاتوف افسر پلیس روسیه به لس آنجلس می‌آید. با همکاری یک آمریکایی بنام امیلی اسمیت، به بررسی این جنایات ادامه می‌دهند.

## بازیگران
- الکساندر نوسکی - ولادیمیر کازاتوف
- کریستانا لوکن - امیلی اسمیت
- آدریان پل - مت رابینسون
- رابرت داوی - کاپیتان فرانک دالانو
- ماتیاس هیوز - قاتل ماسک سیاه
- حافظ دخلاوی - مکس
- امانوئل ویتورگان - سرهنگ گراموف
- رابرت مادرید - آنتونیو بانوئلوس
- اوکسانا سیدورنکو - ساندرا
- دیمیتری بیکبایف - گری
- اولگا رودیونوا - ناتالیا

## فیلمبرداری
لوکیشن این فیلم در مسکو (روسیه) و در لس آنجلس (ایالات متحده) بود.